# Bobby Bonilla
Roberto Martin Antonio Bonilla, mais conhecido como Bobby Bonilla (Bronx, 23 de fevereiro de 1963) é um ex-jogador profissional de beisebol norte-americano.

## Carreira
Bobby Bonilla foi campeão da World Series 1998 jogando pelo Florida Marlins. Na série de partidas decisiva, sua equipe venceu o Cleveland Indians por 4 jogos a 3.